# Lijst van oude Italiaanse meesters
Onder oude Italiaanse meesters verstaat men kunstenaars uit de Italiaanse renaissance werkzaam van de vroege renaissance tot en met het begin van de barok. 
Daarna worden de kunstenaars geclassificeerd als Italiaanse meesters. Het zijn onder andere kunstschilders, beeldhouwers. architecten en andere kunstenaars.
De hieronder opgenomen oude meesters zijn in logisch-chronologische volgorde geplaatst. Indien een geboortedatum niet zeker is, wordt alleen de actieve periode genoemd.

## Geboren 1200–1300
- Giovanni Cimabue, werkzaam tussen 1272 en 1302
- Arnolfo di Lapo, 1245-1302
- Giotto di Bondone, ca 1266-1337
- Ambrogio Lorenzetti, werkzaam tussen 1319 en 1347
- Simone Martini, 1280/1285-1344

## Geboren 1300–1400
- Jacopo della Quercia, 1367-1438
- Filippo Brunelleschi, 1377-1446
- Lorenzo Ghiberti, 1378/1381-1455
- Donatello, 1386-1466
- Fra Angelico, rond 1395-1455
- Paolo Uccello, 1397-1475

## Geboren 1400–1500
- Luca della Robbia, 1400-1482
- Masaccio, 1401-1428
- Leon Battista Alberti, 1404-1472
- Fra Filippo Lippi, 1406-1469
- Piero della Francesca, ca 1415/1420-1492
- Jacopo Bellini, Giovanni Bellini en Gentile Bellini, werkzaam tussen 1400 en 1516
- Andrea Mantegna, ca 1430-1506
- Andrea del Verrocchio, 1435-1488
- Sandro Botticelli, 1444-1510
- Domenico Ghirlandaio, 1449-1494
- Leonardo da Vinci, 1452-1519
- Piero di Cosimo, 1462- ca 1521
- Fra Bartolommeo, 1472-1517
- Michelangelo Buonarroti, 1475-1564
- Giorgione da Castelfranco, ca 1477-1510
- Titiaan van Cadore, ca 1477-1576
- Il Sodoma, 1477-1579
- Rafael van Urbino, 1483-1520
- Ridolfo Ghirlandaio 1483-1561
- Sebastiano Veneziano, 1485-1547
- Andrea del Sarto, 1486-1530
- Antonio Correggio, 1489-1534
- Jacopo Pontormo, 1494-1557
- Simplicianus van Palermo, werkzaam begin 16e eeuw

## Geboren vanaf 1500
- Rosso Fiorentino, 1494-1540
- Girolamo Francesco Maria Mazzola/Parmigianino, 1503-1540
- Jacopo Strada, 1507-1588
- Francesco de' Rossi (Il Salviati), 1510-1563
- Annibale Carracci, 1560-1609
- Caravaggio, 1571-1610